# Вайнштейн, Леонид Моисеевич
Леони́д Моисе́евич Вайнште́йн (азерб. Leonid Moiseyeviç Vaynşteyn; 20 апреля 1945, Баку — 20 июня 1994, там же) — советский и азербайджанский композитор, заслуженный деятель искусств Азербайджанской ССР.

## Биография
Происходит из потомственной музыкальной семьи: отец — Моисей Рубинович Вайнштейн — известный азербайджанский композитор и дирижёр; мать — Ольга Юльевна Вайнштейн (урождённая Белявская) — преподаватель музыки; жена — преподаватель музыки, доцент Беяз Везирова; сын — известный российский продюсер Тимур Вайнштейн; зять — бывший первый секретарь ЦК компартии Азербайджанской ССР Абдурахман Везиров; племянник — чемпион мира по шахматам Гарри Каспаров.
Учился в классической гимназии № 160. Был чемпионом КВН 1967 и 1970 годов в составе команды «Парни из Баку» (музыкальный руководитель).
В 1963 окончил теоретическое отделение Музыкального училища имени А. Зейналлы, а в 1968 — Азербайджанскую консерваторию по классу композиции Кара Караева.

### Избранные произведения
опера
- Кот в сапогах
- Золушка
- Чёрная стрела

оперетта-мюзикл
- Белое селнце пустыни.Постановка театра Музкомедии г.Баку 1982
- Милый друг (по роману Г. Мопассана, совместно с Ф. Караевым, 1971)

оратория
- 26 комиссаров (для чтецов, хора и оркестра, слова Л. Герчикова, 1968)

оркестровые произведения
- 6 симфоний (в том числе в 1971 — Диалоги памяти брата)
- Симфоническая поэма (1967)
- Партита (1971), для камерного оркестра
- Дивертисмент (1965), для струнного оркестра
- Концерт для скрипки с оркестром (1992)

Балет
- Вдохновение

фортепианные произведения
- трио (1965)
- соната (1966)
- сонатина (1961)
- вариации (1964)
- прелюдии (1966)

для скрипки и фортепиано
- соната (1963)
- сонатина (1964)

для фагота и фортепиано
- соната (1967)

для голоса и фортепиано
- 3 романса (слова М. Карима, 1963)
- 3 песни (слова Л. Хьюза, 1963)
- песни (около 30) на слова Гусейн-заде (Песня о комсомольском билете, 1966), Д. Р. Киплинга (1968), Н. Доризо (Я верю, 1970)

музыка к спектаклям
- Закат — спектакль Русского драматического театра имени Самеда Вургуна по пьесе Исаака Бабеля
- Ультиматум — спектакль Русского драматического театра имени Самеда Вургуна по пьесе Рустама Ибрагимбекова
- Хочу купить мужа — спектакль Русского драматического театра имени Самеда Вургуна по пьесе Михаила Задорнова

музыка к кинофильмам
- 1982 Тайна корабельных часов
- 1986 В семнадцать мальчишеских лет
- 1989 Композиция на тему. Рыжик[2]
- 1990 Король-паршивец[2]
- 1991 Принцесса Мимо[2]

CD
- 2005 — запись концерта Большого симфонического оркестра России, солист — Дмитрий Коган (скрипка).